# Zinko-vzdušný článek

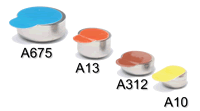
Malé zinko-vzdušné baterie do naslouchadel

Zinko-vzdušný článek je druh galvanického článku, který vyrábí elektrickou energii oxidací zinku pomocí vzdušného kyslíku. Při dané hmotnosti má v porovnání s jinými články hodně energie, což je dané zejména tím, že jedna ze složek reakce se bere z prostředí. Mezi jeho nevýhody patří to, že pro danou velikost článku je schopen dodávat jenom malý proud ve srovnání s ostatními běžnými druhy baterií.
Zinko-vzdušné články jsou buď nedobíjecí jednorázové, nebo se jedná o mechanicky dobíjitelné palivové články. Dobíjitelný zinko-vzdušný akumulátor, který by komerčně uspěl v konkurenci jiných typů galvanických článků, se zatím nepodařilo vyrobit, přestože se o to dlouhodobě usiluje.

## Elektrochemická reakce
Zinková anoda je ve formě prášku nasáklého elektrolytem. Katoda je pórovitá; přes póry vstupuje do článku kyslík, který představuje chemicky aktivní složku katody.
Při vybíjení probíhají v článku tyto chemické reakce:
Na anodě(−):

Zn + 4 OH− → Zn(OH) 2−
4  + 2 e−  (E0 = 1,25 V)
Následná reakce:

Zn(OH) 2−
4  → ZnO + H2O + 2 OH−
Na katodě(+):

O2 + 2 H2O + 4 e− → 4 OH−  (E0 = 0,4 V)
Celková reakce:

2 Zn + O2 → 2 ZnO  (E0 = 1,65 V)